# Михайло Керамитчиев
Михайло (Михаил, Мельо) Пангов Керамитчиев (Керемедчиев) с псевдоним Бистрицки (на македонска литературна норма: Михајло Керамитчиев - Бистрицки) е гръцки и югославски комунистически деец.

## Биография
Михайло Керамитчиев е роден в 1915 година в село Габреш, Костурско, Гърция, днес Гаврос. Завършва основното си образование в родното си село, а гимназия – в град Костур. През 1934 година става симпатизант на Гръцката комунистическа партия, а от 1935 и неин член. През 1939 година е арестуван в Костур и лежи по затворите до май 1940 година. Участва в Итало-гръцката война, където директно от фронта заедно с 400 други македонски българи е интерниран на остров Кефалония. След капитулацията на Гърция, заминава за България и учи в Софийския университет. По-късно прекъсва обучението си и се връща в района на Кореща. През 1943 година е назначен за комендант на резервна единица на СНОФ в Кореща. Избран е за пратеник на Политическия комитет за национално освобождение (ПЕЕА) за Костур. През 1944 година е назначен за политически комисар на Леринско-костурската бригада и на Първа егейска ударна бригада.